# Yoel Mariño
Yoel Mariño (* 3. Februar 1975) ist ein ehemaliger kubanischer Straßenradrennfahrer.
1998 errang Yoel Mariño bei den Zentralamerika- und Karibikspielen die Silbermedaille im Punktefahren. Im Jahr darauf entschied er zwei Etappen der Chile-Rundfahrt für sich. Von 2000 bis 2010 gewann Mariño insgesamt 19 Etappen der Kuba-Rundfahrt, konnte diese aber nie gewinnen.

## Erfolge
1998
- Zentralamerika- und Karibikspiele 1998 – Punktefahren

1999
- zwei Etappen Chile-Rundfahrt

2000
- drei Etappen Kuba-Rundfahrt

2001
- zwei Etappen Kuba-Rundfahrt

2002
- zwei Etappen Kuba-Rundfahrt

2003
- zwei Etappen Kuba-Rundfahrt

2004
- vier Etappen Kuba-Rundfahrt

2005
- vier Etappen Kuba-Rundfahrt

2010
- zwei Etappen Kuba-Rundfahrt